# Nagraksari
Nagraksari is een bestuurslaag in het regentschap Sukabumi van de provincie West-Java, Indonesië. Nagraksari telt 5508 inwoners (volkstelling 2010).